# Máximo Perrone
Máximo Perrone (Buenos Aires, 7 de janeiro de 2003) é um futebolista profissional argentino que atua como volante. Atualmente joga no Como.

## Carreira

### Vélez Sarsfield
A 6 de março de 2022, Perrone fez a sua estreia profissional pelo Vélez Sarsfield, num empate por 1–1 frente ao Estudiantes. A 18 de maio do mesmo ano, Máximo marcou o seu primeiro golo profissional, numa vitória por 3–2 sobre o Nacional, na Copa Libertadores.

### Manchester City
A 23 de janeiro de 2023, Perrone assinou um contrato de 5 anos e meio pelo Manchester City, por cerca de 8 milhões de libras, juntando-se ao clube inglês no fim do Campeonato Sul-Americano de Sub-20. A 25 de fevereiro, Máximo fez a sua estreia na Premier League, substituindo Erling Haaland aos 72 minutos de uma vitória por 4–1 em casa do Bournemouth.

## Carreira Internacional
Internacionalmente, Perrone representou a Argentina a nível Sub-16 e Sub-20. 
Em março de 2023, o selecionador Lionel Scaloni convocou, pela primeira vez, Perrone para a Seleção principal da Argentina, para amigáveis contra Panamá e Curaçau. No entanto, o jovem não entrou em campo em nenhum dos jogos.

## Estatísticas de Carreira
- Atualizado até 11 de junho de 2023[10]

| Clube             | Temporada         | Campeonato        | Campeonato | Campeonato | Taça  | Taça  | Taça da Liga | Taça da Liga | Competições Continentais | Competições Continentais | Outros | Outros | Total | Total |
| Clube             | Temporada         | Divisão           | Jogos      | Golos      | Jogos | Golos | Jogos        | Golos        | Jogos                    | Golos                    | Jogos  | Golos  | Jogos | Golos |
| ----------------- | ----------------- | ----------------- | ---------- | ---------- | ----- | ----- | ------------ | ------------ | ------------------------ | ------------------------ | ------ | ------ | ----- | ----- |
| Vélez Sarsfield   | 2022              | Primera División  | 15         | 2          | 1     | 0     | 7            | 0            | 10                       | 1                        | —      | —      | 33    | 3     |
| Manchester City   | 2022–23           | Premier League    | 1          | 0          | 1     | 0     | 0            | 0            | 0                        | 0                        | 0      | 0      | 2     | 0     |
| Total de Carreira | Total de Carreira | Total de Carreira | 16         | 2          | 2     | 0     | 7            | 0            | 10                       | 1                        | 0      | 0      | 35    | 3     |

1. ↑  Jogos na Copa Libertadores

## Títulos
Manchester City
- Copa da Inglaterra: 2022–23
- Liga dos Campeões da UEFA: 2022–23[11]
- Supercopa da UEFA: 2023